# Hockey sur gazon aux Jeux olympiques d'été de 2020
Navigation
Rio 2016 Paris 2024
Les épreuves de hockey sur gazon aux Jeux olympiques d'été de 2020 se déroulent du 24 juillet au 6 août 2021 à l'Oi Hockey Stadium de Tokyo. Elles devaient avoir lieu du 25 juillet au 7 août 2020 avant le report dû à la pandémie de Covid-19.
2 épreuves sont au programme, le tournoi masculin et le tournoi féminin.

## Calendrier
Toutes les dates sont en heure locale. (UTC+9)
| Juillet - août  | Juillet - août   | 24 | 25 | 26 | 27 | 28 | 29 | 30 | 31 | 1er | 2 | 3  | 4 | 5 | 6 |
| --------------- | ---------------- | -- | -- | -- | -- | -- | -- | -- | -- | --- | - | -- | - | - | - |
|                 | Tournoi masculin | P  | P  | P  | P  | P  | P  | P  |    | QF  |   | DF |   | F |   |
| Tournoi féminin | P                | P  | P  |    | P  | P  | P  | P  |    | QF  |   | DF |   | F |   |

|  | Jour de compétition |  | Jour de finale |

## Qualifications
Chacun des champions continentaux de cinq confédérations a reçu une place automatique. Le Japon en tant que pays hôte s'est qualifié automatiquement. De plus, les six nations restantes devaient être déterminées par des barrages. Alors que le Japon est devenu champion d'Asie dans les épreuves masculines et féminines, une septième place a été mise à disposition dans chaque barrage.

### Tournoi masculin
| Événement                    | Dates                        | Lieu         | Quotas | Qualifiés                                                               |
| ---------------------------- | ---------------------------- | ------------ | ------ | ----------------------------------------------------------------------- |
| Pays hôte                    | 7 septembre 2013             | Buenos Aires | 1      | Japon                                                                   |
| Jeux panaméricains 2019      | 30 juillet - 10 août 2019    | Lima         | 1      | Argentine                                                               |
| Éliminatoires africains 2019 | 12 - 18 août 2019            | Stellenbosch | 1      | Afrique du Sud                                                          |
| Euro 2019                    | 16 - 24 août 2019            | Anvers       | 1      | Belgique                                                                |
| Coupe d'Océanie 2019         | 5 - 8 septembre 2019         | Rockhampton  | 1      | Australie                                                               |
| Barrages                     | 25 octobre - 3 novembre 2019 | Divers       | 7      | Espagne Canada Pays-Bas Inde Nouvelle-Zélande Grande-Bretagne Allemagne |

### Tournoi féminin
| Événement                   | Dates                        | Lieu                         | Qualifiés                                                      | Rang FIHF      | Poule     |
| --------------------------- | ---------------------------- | ---------------------------- | -------------------------------------------------------------- | -------------- | --------- |
| Pays hôte                   | 7 septembre 2013             | Buenos Aires                 | Japon                                                          | 13             | B         |
| Jeux panaméricains 2019     | 29 juillet - 9 août 2019     | Lima                         | Argentine                                                      | 2              | B         |
| Qualificatif africain 2019  | 12 - 18 août 2019            | Stellenbosch                 | Afrique du Sud                                                 | 16             | A         |
| Championnat d'Europe 2019   | 17 - 25 août 2019            | Anvers                       | Pays-Bas                                                       | 1              | A         |
| Coupe d'Océanie 2019        | 5 - 8 septembre 2019         | Rockhampton                  | Nouvelle-Zélande                                               | 6              | B         |
| Qualificatif olympique 2019 | 25 octobre - 3 novembre 2019 | 25 octobre - 3 novembre 2019 | Australie Allemagne Grande-Bretagne Espagne Irlande Inde Chine | 3 4 5 7 8 9 10 | B A B A B |

## Tournoi masculin
La compétition comportait deux étapes; une phase de groupes suivie d'une phase à élimination directe.

### Phase de groupes
Les équipes ont été divisées en deux groupes de six nations, affrontant chaque équipe de leur groupe une fois. Trois points ont été attribués pour une victoire, un pour un match nul. Les quatre meilleures équipes par groupe se sont qualifiées pour les quarts de finale.
En cas d'égalité de points de plusieurs équipes à l'issue des matchs de poule, les critères suivants sont appliqués dans l'ordre indiqué pour établir leur classement:
1. Points de chaque équipe,
2. Matchs gagnés,
3. Différence de buts,
4. Buts pour,
5. Plus grand nombre de points obtenus dans les matchs de poule disputés entre les équipes concernées,
6. Buts marqués en plein jeu.

| Rang | Équipe           | J | V | N | D | BP | BC | Diff | Pts |
| ---- | ---------------- | - | - | - | - | -- | -- | ---- | --- |
| 1    | Australie        | 5 | 4 | 1 | 0 | 22 | 9  | +13  | 13  |
| 2    | Inde             | 5 | 4 | 0 | 1 | 15 | 13 | +2   | 12  |
| 3    | Argentine        | 5 | 2 | 1 | 2 | 10 | 11 | -1   | 7   |
| 4    | Espagne          | 5 | 1 | 2 | 2 | 9  | 10 | -1   | 5   |
| 5    | Nouvelle-Zélande | 5 | 1 | 1 | 3 | 10 | 15 | -5   | 4   |
| 6    | Japon            | 5 | 0 | 1 | 4 | 10 | 18 | -8   | 1   |

| Rang | Équipe          | J | V | N | D | BP | BC | Diff | Pts |
| ---- | --------------- | - | - | - | - | -- | -- | ---- | --- |
| 1    | Belgique        | 5 | 4 | 1 | 0 | 26 | 9  | +17  | 13  |
| 2    | Allemagne       | 5 | 3 | 0 | 2 | 19 | 10 | +9   | 9   |
| 3    | Grande-Bretagne | 5 | 2 | 2 | 1 | 11 | 11 | 0    | 8   |
| 4    | Pays-Bas        | 5 | 2 | 1 | 2 | 13 | 13 | 0    | 7   |
| 5    | Afrique du Sud  | 5 | 1 | 1 | 3 | 16 | 24 | -8   | 4   |
| 6    | Canada          | 5 | 0 | 1 | 4 | 9  | 27 | -18  | 1   |

- Qualifié pour les quarts de finale

### Phase finale
|  | Quarts de finale    | Quarts de finale |               |          | Demi-finales           | Demi-finales |  |  | Finale        | Finale |
|  | Quarts de finale    | Quarts de finale |               |          | Demi-finales           | Demi-finales |  |  | Finale        | Finale |
|  |                     |                  |               |          |                        |              |  |  |               |        |
|  |                     |                  |               |          |                        |              |  |  |               |        |
|  |                     |                  |               |          |                        |              |  |  |               |        |
|  | Australie (1)       | 2 (3)            |               |          |                        |              |  |  |               |        |
|  | Australie (1)       | 2 (3)            |               |          |                        |              |  |  |               |        |
|  | Pays-Bas (5)        | 2 (0)            |               |          |                        |              |  |  |               |        |
|  | Pays-Bas (5)        | 2 (0)            | Australie (1) | 3        |                        |              |  |  |               |        |
|  |                     |                  | Australie (1) | 3        |                        |              |  |  |               |        |
|  |                     | Allemagne (4)    | 1             |          |                        |              |  |  |               |        |
|  | Allemagne (4)       | Allemagne (4)    | 1             | 3        |                        |              |  |  |               |        |
|  | Allemagne (4)       |                  |               | 3        |                        |              |  |  |               |        |
|  | Argentine (7)       | 1                |               |          |                        |              |  |  |               |        |
|  | Argentine (7)       | 1                | Australie (1) | 1 (2)    |                        |              |  |  |               |        |
|  |                     |                  | Australie (1) | 1 (2)    |                        |              |  |  |               |        |
|  |                     | Belgique (2)     | 1 (3)         |          |                        |              |  |  |               |        |
|  | Belgique (2)        | Belgique (2)     | 1 (3)         | 3        |                        |              |  |  |               |        |
|  | Belgique (2)        |                  |               | 3        |                        |              |  |  |               |        |
|  | Espagne (9)         | 1                |               |          |                        |              |  |  |               |        |
|  | Espagne (9)         | 1                | Belgique (2)  | 5        |                        |              |  |  |               |        |
|  |                     |                  | Belgique (2)  | 5        | Match pour la 3e place |              |  |  |               |        |
|  |                     | Inde (3)         | 2             |          |                        |              |  |  |               |        |
|  | Inde (3)            | Inde (3)         | 2             | 3        |                        |              |  |  |               |        |
|  | Inde (3)            |                  |               | 3        |                        |              |  |  |               |        |
|  | Grande-Bretagne (6) | 1                |               | Inde (3) | 5                      |              |  |  |               |        |
|  | Grande-Bretagne (6) | 1                |               | Inde (3) | 5                      |              |  |  |               |        |
|  |                     |                  |               |          |                        |              |  |  | Allemagne (4) | 4      |
|  |                     |                  |               |          |                        |              |  |  | Allemagne (4) | 4      |

### Classement final
| Rang                                | Équipe           | J | V | N | D | BP | BC | Diff | Pts | Résultat final     |
| ----------------------------------- | ---------------- | - | - | - | - | -- | -- | ---- | --- | ------------------ |
| Médaille d'or, Jeux olympiques      | Belgique         | 8 | 6 | 2 | 0 | 35 | 13 | +22  | 20  | Médaille d'or      |
| Médaille d'argent, Jeux olympiques  | Australie        | 8 | 5 | 3 | 0 | 28 | 13 | +15  | 18  | Médaille d'argent  |
| Médaille de bronze, Jeux olympiques | Inde             | 8 | 6 | 0 | 2 | 25 | 23 | +2   | 18  | Médaille de bronze |
| 4                                   | Allemagne        | 8 | 4 | 0 | 4 | 27 | 19 | +8   | 12  | Quatrième place    |
| 5                                   | Pays-Bas         | 6 | 2 | 2 | 2 | 15 | 15 | 0    | 8   | Quarts de finale   |
| 6                                   | Grande-Bretagne  | 6 | 2 | 2 | 2 | 12 | 14 | -2   | 8   | Quarts de finale   |
| 7                                   | Argentine        | 6 | 2 | 1 | 3 | 11 | 14 | -3   | 7   | Quarts de finale   |
| 8                                   | Espagne          | 6 | 1 | 2 | 3 | 10 | 13 | -3   | 5   | Quarts de finale   |
| 9                                   | Nouvelle-Zélande | 5 | 1 | 1 | 3 | 10 | 15 | -5   | 4   | Phase de groupes   |
| 10                                  | Afrique du Sud   | 5 | 1 | 1 | 3 | 16 | 24 | -8   | 4   | Phase de groupes   |
| 11                                  | Japon            | 5 | 0 | 1 | 4 | 10 | 18 | -8   | 1   | Phase de groupes   |
| 12                                  | Canada           | 5 | 0 | 1 | 4 | 9  | 27 | -18  | 1   | Phase de groupes   |

## Tournoi féminin

### Phase de groupes
Les douze équipes qualifiées sont réparties en deux poules de six équipes chacune. Au sein de chaque poule, toutes les équipes se rencontrent. Trois points sont attribués pour une victoire, un pour un match nul, et aucun pour une défaite. Les quatre premières équipes de chaque poule sont qualifiées pour les quarts de finale.
En cas d'égalité de points de plusieurs équipes à l'issue des matchs de poule, les critères suivants sont appliqués dans l'ordre indiqué pour établir leur classement:
1. Points de chaque équipe,
2. Matchs gagnés,
3. Différence de buts,
4. Buts pour,
5. Plus grand nombre de points obtenus dans les matchs de poule disputés entre les équipes concernées,
6. Buts marqués en plein jeu.

| Rang | Équipe          | J | V | N | D | BP | BC | Diff | Pts |
| ---- | --------------- | - | - | - | - | -- | -- | ---- | --- |
| 1    | Pays-Bas        | 5 | 5 | 0 | 0 | 18 | 2  | +16  | 15  |
| 2    | Allemagne       | 5 | 4 | 0 | 1 | 13 | 7  | +6   | 12  |
| 3    | Grande-Bretagne | 5 | 3 | 0 | 2 | 11 | 5  | +6   | 9   |
| 4    | Inde            | 5 | 2 | 0 | 3 | 7  | 14 | -7   | 6   |
| 5    | Irlande         | 5 | 1 | 0 | 4 | 4  | 11 | -7   | 3   |
| 6    | Afrique du Sud  | 5 | 0 | 0 | 5 | 5  | 19 | -14  | 0   |

| Rang | Équipe           | J | V | N | D | BP | BC | Diff | Pts |
| ---- | ---------------- | - | - | - | - | -- | -- | ---- | --- |
| 1    | Australie        | 5 | 5 | 0 | 0 | 13 | 1  | +12  | 15  |
| 2    | Espagne          | 5 | 3 | 0 | 2 | 9  | 8  | +1   | 9   |
| 3    | Argentine        | 5 | 3 | 0 | 2 | 8  | 8  | 0    | 9   |
| 4    | Nouvelle-Zélande | 5 | 2 | 0 | 3 | 8  | 7  | +1   | 6   |
| 5    | Chine            | 5 | 2 | 0 | 3 | 9  | 16 | -7   | 6   |
| 6    | Japon            | 5 | 0 | 0 | 5 | 6  | 13 | -7   | 0   |

- Qualifié pour les quarts de finale

### Phase finale
|  | Quarts de finale     | Quarts de finale    |               |                     | Demi-finales           | Demi-finales |  |  | Finale   | Finale |
|  | Quarts de finale     | Quarts de finale    |               |                     | Demi-finales           | Demi-finales |  |  | Finale   | Finale |
|  |                      |                     |               |                     |                        |              |  |  |          |        |
|  |                      |                     |               |                     |                        |              |  |  |          |        |
|  |                      |                     |               |                     |                        |              |  |  |          |        |
|  | Pays-Bas (1)         | 3                   |               |                     |                        |              |  |  |          |        |
|  | Pays-Bas (1)         | 3                   |               |                     |                        |              |  |  |          |        |
|  | Nouvelle-Zélande (7) | 0                   |               |                     |                        |              |  |  |          |        |
|  | Nouvelle-Zélande (7) | 0                   | Pays-Bas (1)  | 5                   |                        |              |  |  |          |        |
|  |                      |                     | Pays-Bas (1)  | 5                   |                        |              |  |  |          |        |
|  |                      | Grande-Bretagne (4) | 1             |                     |                        |              |  |  |          |        |
|  | Grande-Bretagne (4)  | Grande-Bretagne (4) | 1             | 2 (2)               |                        |              |  |  |          |        |
|  | Grande-Bretagne (4)  |                     |               | 2 (2)               |                        |              |  |  |          |        |
|  | Espagne (6)          | 2 (0)               |               |                     |                        |              |  |  |          |        |
|  | Espagne (6)          | 2 (0)               | Pays-Bas (1)  | 3                   |                        |              |  |  |          |        |
|  |                      |                     | Pays-Bas (1)  | 3                   |                        |              |  |  |          |        |
|  |                      | Argentine (2)       | 1             |                     |                        |              |  |  |          |        |
|  | Australie (2)        | Argentine (2)       | 1             | 0                   |                        |              |  |  |          |        |
|  | Australie (2)        |                     |               | 0                   |                        |              |  |  |          |        |
|  | Inde (9)             | 1                   |               |                     |                        |              |  |  |          |        |
|  | Inde (9)             | 1                   | Argentine (2) | 2                   |                        |              |  |  |          |        |
|  |                      |                     | Argentine (2) | 2                   | Match pour la 3e place |              |  |  |          |        |
|  |                      | Inde (7)            | 1             |                     |                        |              |  |  |          |        |
|  | Allemagne (3)        | Inde (7)            | 1             | 0                   |                        |              |  |  |          |        |
|  | Allemagne (3)        |                     |               | 0                   |                        |              |  |  |          |        |
|  | Argentine (5)        | 3                   |               | Grande-Bretagne (4) | 4                      |              |  |  |          |        |
|  | Argentine (5)        | 3                   |               | Grande-Bretagne (4) | 4                      |              |  |  |          |        |
|  |                      |                     |               |                     |                        |              |  |  | Inde (7) | 3      |
|  |                      |                     |               |                     |                        |              |  |  | Inde (7) | 3      |

### Classement final
| Place                               | Pays             |
| ----------------------------------- | ---------------- |
| Médaille d'or, Jeux olympiques      | Pays-Bas         |
| Médaille d'argent, Jeux olympiques  | Argentine        |
| Médaille de bronze, Jeux olympiques | Grande-Bretagne  |
| 4                                   | Inde             |
| 5                                   | Australie        |
| 6                                   | Allemagne        |
| 7                                   | Espagne          |
| 8                                   | Nouvelle-Zélande |
| 9                                   | Chine            |
| 10                                  | Irlande          |
| 11                                  | Japon            |
| 12                                  | Afrique du Sud   |